# Anda Jēkabsone
Anda Jēkabsone (Saldus, 31 ottobre 1972) è un'ex cestista lettone, fino al 1991 sovietica.

## Carriera
Con la Lettonia ha disputato i Campionati europei del 1999.